# أندرو هيرمان
أندرو هيرمان (بالإنجليزية: Andrew Herman)‏ هو لاعب كرة قدم أمريكي، ولد في 26 أغسطس 1983 في أوشنسايد في الولايات المتحدة. لعب مع فيرجينيا بيتش مارينرز.